# Orpington (høns)
 For alternative betydninger, se Orpington. (Se også artikler, som begynder med Orpington)
Orpington er en stor (3,5-5 kg) hønserace af engelsk oprindelse. Den er kendetegnet ved et bredt bryst og ryg, men en med et lille hoved og hale.
Hønen lægger ca. 110-160 æg om året og holder ikke pause om vinteren, hvilket oprindeligt gjorde den attraktiv til æglægning. Dog har dens størrelse også gjort den populær til opdræt i slagtningsøjemed.
Den oprindelige (sorte) orpington blev udviklet i 1886 af William Cook ved at krydse minorcaer, langshaner og Plymouth Rock. Han navngav den nye race efter sin hjemby i Kent. De første orpingtoner lignede i høj grad langshan og var sorte. I de følgende år formåede Cook også at udvikle hvide, brungule og blå eksemplarer.
Generelle brugsoplysninger: Orpington racen er meget rolig og børnevenlig, ikke flyvsk og kan således holdes bag helt lavt hegn på 80 cm. Racen er endvidere en uovertruffen æglægger, køddyr samt rugehøne.
Racen har derfor i de senere år vundet stor udbredelse som hobbyhøne og holdes som havehøns.